# بسوس
بسوس هي قرية لبنانية من قرى قضاء عاليه في محافظة جبل لبنان. يبلغ عدد سكانها تقريبا 6,000 نسمة